# Cleptometopus angustifrons
Cleptometopus angustifrons är en skalbaggsart som beskrevs av Stefan von Breuning 1940. Cleptometopus angustifrons ingår i släktet Cleptometopus och familjen långhorningar.
Artens utbredningsområde är Sarawak. Inga underarter finns listade i Catalogue of Life.